# Дворкін Леонід Йосипович
Леонід Йосипович Дво́ркін (*11 січня 1940) — радянський та український учений в галузі будівельного матеріалознавства. Доктор технічних наук, професор. Заслужений діяч науки і техніки України. Академік Академії будівництва України.

## Життєпис
Леонід Йосипович Дворкін народився 11 січня 1940 р. в с. Паричі Гомельської обл.
Батько — Дворкін Йосип Самуїлович (1908—1941 р.), офіцер — загинув в перші дні Великої Вітчизняної війни, виконуючи завдання з мобілізації призовників до лав Червоної Армії. Мати — Дворкіна Раїса Львівна, робітниця (1909—1996 р.).
У 1941–1943 рр. сім'я знаходиться в евакуації в Оренбурзькій області, де мати працює в колгоспі, в 1944 році вона переїздить до Білорусі. У с. Паричі Л. Й. Дворкін закінчує 8 класів, а середню школу з срібною медаллю в м. Гомелі, куди сім'я переїздить в 1955 р.
У 1957 р. він вступає на хіміко-технологічний факультет Білоруського політехнічного інституту і закінчує його в 1962 р., отримавши кваліфікацію «інженер-технолог» за фахом «технологія силікатів».
1962 по 1967 рр. — робота в Сибірській філії науково-дослідного інституту цементної промисловості СибНДІцемент (м. Красноярськ), де він проходить шлях від молодшого наукового співробітника до заступника директора з наукової частини.
Там же розпочав активно займатися науковою роботою в галузі хімії і технології портландцементу та інших в'яжучих матеріалів і виробів на їх основі. Він вступає до заочної аспірантури при ВНДІцементі (м. Москва) і достроково готує до захисту кандидатську дисертацію.
З грудня 1967 р. переїздить до Рівного і починає працювати в Українському інституті інженерів водного господарства доцентом, з 1982 р. професором.
У 1983 р. він успішно захищає в Московському інженерно-будівельному інституті докторську дисертацію на тему «Многофакторное прогнозирование свойств бетона». У 1985 р. отримує науковий ступінь доктора технічних наук і вчене звання професора. В тому ж році він створив і очолив кафедру будівельних матеріалів в УІІВГ.
З 1996 р. є завідувачем кафедри технології будівельних виробів та матеріалознавства НУВГП.

## Наукова та педагогічна діяльність

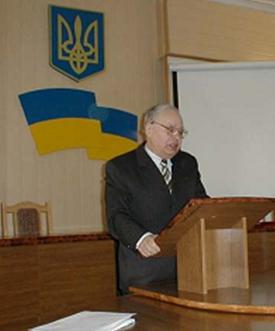
Леонід Дворкін

Основні науково-технічні розробки присвячені проблемам вдосконалення технології і властивостей в'яжучих і бетонів, зниження ресурсоємності при їх виробництві, розробці методології багатопараметричного проектування складів бетону різних видів з комплексом необхідних властивостей, розробці ефективних напрямків застосування промислових відходів у виробництві будівельних матеріалів і виробів.
Автор понад 100 авторських свідоцтв і патентів.
Запропоновані ним розробки впроваджені на багатьох будівельних об'єктах і, зокрема, при будівництві Київської та Дністровської ГАЕС, Трипільської ГРЕС, Рівненської, Хмельницької АЕС, інших об'єктів гідротехнічного і енергетичного будівництва, заводах залізобетонних виробів тощо.
Є одним з авторів комплексу довідників для інженерно-технічних працівників і робітників будівельної галузі, зокрема, довідників з будівельного матеріалознавства, матеріалів та виробів для меліоративного і сільського будівництва, з опоряджувальних матеріалів, матеріалів із застосуванням відходів промисловості, практичного бетонознавства.
Брав участь у підготовці ряду галузевих методичних матеріалів та рекомендацій.
Ним особисто і в співавторстві підготовлено 35 монографій та довідників з актуальних проблем технології в'яжучих, бетонів та інших будівельних матеріалів.
Опубліковано в Україні та в інших країнах світу понад 900 статей і доповідей з актуальних питань будівельного матеріалознавства.
Є провідним співавтором трьох англомовних монографій, опублікованих в США.
Підготував 20 кандидатів наук зі спеціальності «будівельні матеріали та вироби». 
За період науково-педагогічної діяльності він узяв участь у підготовці понад 1000 спеціалістів — будівельників і технологів, які працюють в будівельному комплексі України та за її межами.
Леонід Дворкін особисто і в співавторстві підготував 49 підручників та посібників, що призначені для студентів вищих навчальних закладів.

## Праці
Автор понад 1000 наукових та науково-педагогічних праць.
Опублікував великий цикл монографій і статей з проблем утилізації промислових відходів, бетонознавства, методології багатопараметричного проектування складів бетону різних видів.
Ним розроблені оригінальні підручники і посібники з будівельного матеріалознавства, призначені для викладання теоретичного курсу, виконання лабораторних і практичних занять студентами вузів і технікумів.

## Відзнаки та нагороди
- 1991 р. Присудження премії міністерства освіти УРСР.
- 1992 р. Присвоєння почесного звання «Заслужений діяч науки і техніки України».
- 1993 р. Обрання чл.-кор. Академії технологічних наук України.
- 1994 р. Обрання дійсним членом Академії будівництва України.
- 1999 р. Присудження звання «Почесний професор НУВГП».
- 2006 р. Присудження премії Академії будівництва ім. акад. М. С. Буднікова.
- 2007 р. Присудження знака «Петро Могила» МОН України.
- 2007 р. Обрання членом Нью-Йоркської Академії наук.
- 2014 р. Почесна грамота Рівненської обласної державної адміністрації.
- Відзнака Президента України — ювілейна медаль «25 років незалежності України» (2016).[4]